# NGC 279
NGC 279 es una galaxia espiral de la constelación de Cetus. 
Fue descubierta el 1 de octubre de 1785 por el astrónomo William Herschel.